# Ljusfallshammar
Ljusfallshammar est une localité de Suède dans la commune de Finspång située dans le comté d'Östergötland.
Sa population était de 326 habitants en 2019.